# Choc (Santa Lucía)
Choc es una localidad de Santa Lucía, que forma parte de los distritos de Castries y Gros Islet.